# Росмор
Росмор (англ. Rossmore; ирл. An Ros Mór) — деревня в Ирландии, находится в графстве Южный Типперэри (провинция Манстер).
Самый популярный вид спорта на этой территории — хёрлинг.
Россмор преимущественно сельскохозяйственный район, с многочисленными молочными и мясными хозяйствами. Для получения второго уровня образования местные школьники ездят в соседние населённые пункты.